# Théo Pourchaire

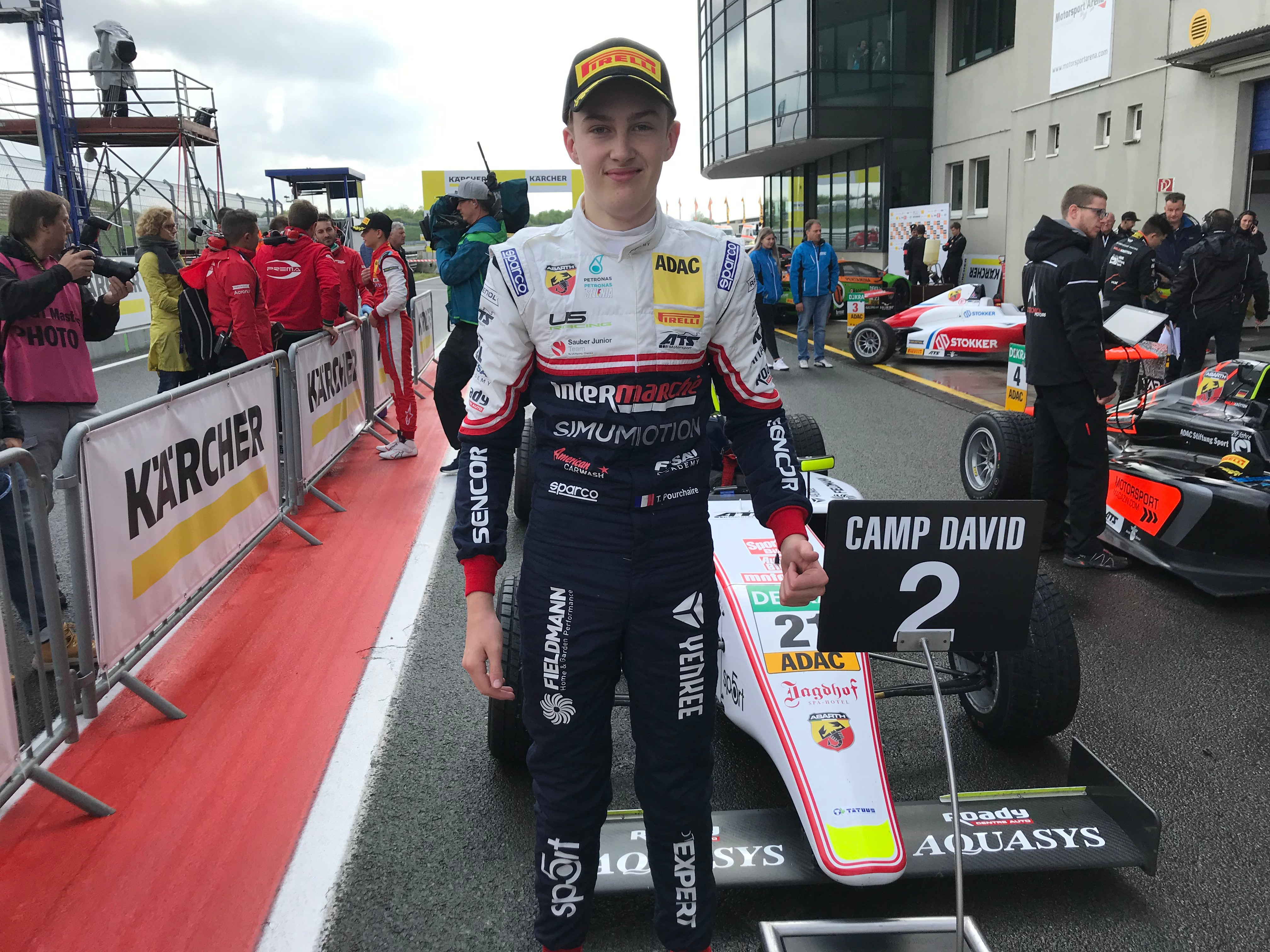
Théo Pourchaire 2019

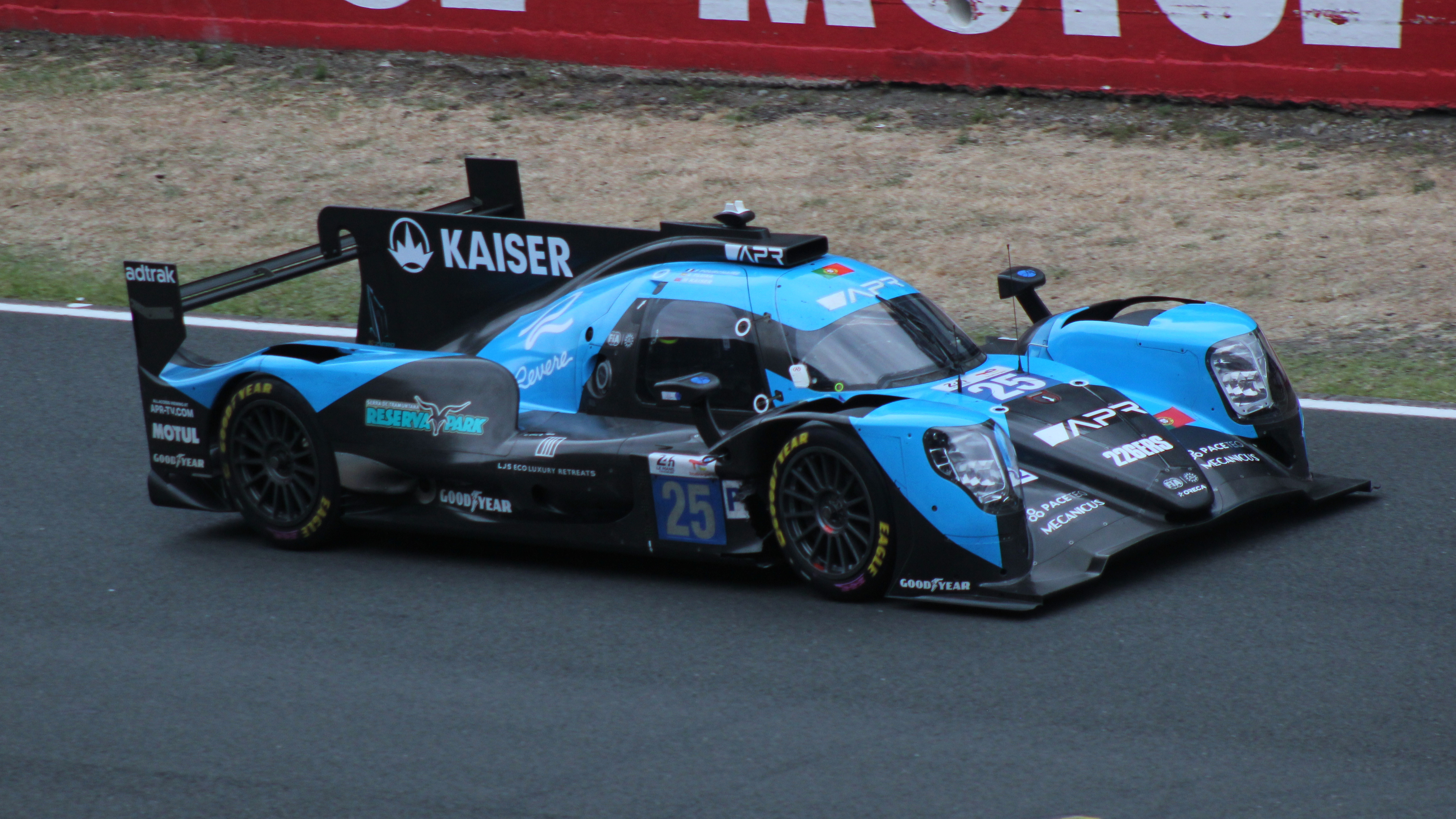
Der von Théo Pourchaire beim 24-Stunden-Rennen von Le Mans 2025 gefahrene Oreca 07

Théo Pourchaire (* 20. August 2003 in Grasse) ist ein französischer Rennfahrer.

## Karriere

### Kartsport
Théo Pourchaire begann seine Karriere im Alter von 7 Jahren im Kartsport. Er gewann unter anderem 2013 die französische Kartmeisterschaft in der Minime-Klasse und 2014 in der Kadett-Klasse. Außerdem gewann er das Championat de France in der OK-Junior-Klasse und er wurde dritter in der CIK-FIA World Junior Championship, ebenfalls in der OK-Junior-Klasse.

### Formelsport
Ab 2018 bestritt Pourchaire Serien im Formelsport. Da er wegen seines Alters nicht an jedem Rennen der französischen Formel 4 teilnehmen durfte, entschied er sich parallel die Junior-Klasse der französischen Formel 4 zu fahren, wo er die Meisterschaft gewann. Im Jahr 2019 entschied Pourchaire die Deutsche Formel-4-Meisterschaft für sich. Ein Jahr später fuhr er in der FIA-Formel-3-Meisterschaft im Team von ART Grand Prix, er siegte bei zwei Rennen, der Meistertitel ging knapp mit 160 zu 164 Punkten an Oscar Piastri.
In der Saison 2020 startete Pourchaire für die letzten vier Rennen in der FIA-Formel-2-Meisterschaft im Team von HWA Racelab, wo er Jake Hughes ersetzte. Im Jahr 2021 fuhr er in der gleichen Serie für ART Grand Prix. Ein Jahr später beendete Pourchaire die Formel-2-Meisterschaft auf dem zweiten Platz.
Im Jahr 2023 bestritt Pourchaire sein drittes und letztes Jahr in der Formel-2-Meisterschaft, ebenfalls für ART Grand Prix. Am letzten Rennwochenende gewann er mit 11 Punkten Vorsprung vor Frederik Vesti den Meisterschaftstitel.
Fur das Jahr 2024 bekam er einen Vertrag als Test- und Reservefahrer für Stake F1 Team Kick Sauber.

### IndyCar
Im Jahr 2024 hatte Pourchaire sein Debüt in der IndyCar Series mit Arrow McLaren beim Grand Prix of Long Beach gegeben. Er ersetzte David Malukas im Auto mit der Startnummer 6. Am 18. Juni 2024 gab Arrow McLaren bekannt, dass Nolan Siegel Pourchaire für den Rest der Saison ersetzen wird. Beim Grand Prix von Toronto fuhr Pourchaire das Auto mit der Startnummer 7 von Arrow McLaren in Vertretung für den verletzten Alexander Rossi.

## Statistik

### Einzelergebnisse in der IndyCar Series
| Jahr | Team          | 1   | 2   | 3   | 4   | 5    | 6   | 7   | 8   | 9   | 10   | 11   | 12  | 13  | 14  | 15   | 16   | 17  | Punkte | Rang |
| ---- | ------------- | --- | --- | --- | --- | ---- | --- | --- | --- | --- | ---- | ---- | --- | --- | --- | ---- | ---- | --- | ------ | ---- |
| 2024 | Arrow McLaren | STP | LBH | ALA | IMS | INDY | DET | ROA | LAG | MDO | IOW1 | IOW2 | TOR | GAT | POR | MIL1 | MIL2 | NSH | 91     | 28.  |
| 2024 | Arrow McLaren |     | 11  | 22  | 19  |      | 10  | 13  |     |     |      |      | 14  |     |     |      |      |     | 91     | 28.  |

Legende

### Einzelergebnisse in der FIA-Formel-3-Meisterschaft
| Jahr | Team           | Motor      | 1   | 2   | 3   | 4   | 5   | 6   | 7   | 8   | 9   | 10  | 11  | 12  | 13  | 14  | 15  | 16  | 17  | 18  | Punkte | Rang |
| ---- | -------------- | ---------- | --- | --- | --- | --- | --- | --- | --- | --- | --- | --- | --- | --- | --- | --- | --- | --- | --- | --- | ------ | ---- |
| 2020 | ART Grand Prix | Mecachrome | AT1 | AT1 | AT2 | AT2 | HUN | HUN | GB1 | GB1 | GB2 | GB2 | ESP | ESP | BEL | BEL | IT1 | IT1 | IT2 | IT2 | 161    | 2.   |
| 2020 | ART Grand Prix | Mecachrome | 13  | 26  | 9   | 1   | 1   | 6   | 12  | 8   | 6   | 3   | 7   | 6   | 2   | 5   | 2   | 2   | 3   | 3   | 161    | 2.   |

### Einzelergebnisse in der FIA-Formel-2-Meisterschaft
| Jahr | Team           | Motor      | 1   | 2   | 3   | 4   | 5   | 6   | 7   | 8   | 9   | 10  | 11  | 12  | 13  | 14  | 15  | 16  | 17  | 18  | 19  | 20  | 21  | 22  | 23  | 24  | 25  | 26  | 27  | 28  | Punkte | Rang |
| ---- | -------------- | ---------- | --- | --- | --- | --- | --- | --- | --- | --- | --- | --- | --- | --- | --- | --- | --- | --- | --- | --- | --- | --- | --- | --- | --- | --- | --- | --- | --- | --- | ------ | ---- |
| 2020 | HWA Racelab    | Mecachrome | AUT | AUT | AUT | AUT | HUN | HUN | GBR | GBR | GBR | GBR | ESP | ESP | BEL | BEL | ITA | ITA | ITA | ITA | RUS | RUS | BHR | BHR | BHR | BHR |     |     |     |     | 0      | 26.  |
| 2020 | HWA Racelab    | Mecachrome |     |     |     |     |     |     |     |     |     |     |     |     |     |     |     |     |     |     |     |     | 18  | DNF | 18  | 21  |     |     |     |     | 0      | 26.  |
| 2021 | ART Grand Prix | Mecachrome | BHR | BHR | BHR | MON | MON | MON | AZE | AZE | AZE | GBR | GBR | GBR | ITA | ITA | ITA | RUS | RUS | RUS | KSA | KSA | KSA | UAE | UAE | UAE |     |     |     |     | 140    | 5.   |
| 2021 | ART Grand Prix | Mecachrome | DNF | 6   | 8   | 7   | 4   | 1   | 5   | 9   | DNF | 5   | 10  | 8   | 1   | 10  | 4   | 5   | C   | 2   | DNF | 6   | DNF | 7   | 9   | 4   |     |     |     |     | 140    | 5.   |
| 2022 | ART Grand Prix | Mecachrome | BHR | BHR | KSA | KSA | ITA | ITA | ESP | ESP | MON | MON | ASE | ASE | GBR | GBR | AUT | AUT | FRA | FRA | HUN | HUN | BEL | BEL | NLD | NLD | ITA | ITA | UAE | UAE | 164    | 2.   |
| 2022 | ART Grand Prix | Mecachrome | DNF | 1   | 13  | DNF | 7   | 1   | 5   | 8   | 6   | 2   | 7   | 11  | 4   | 2   | 2   | 13  | 7   | 2   | 9   | 1   | 6   | DNF | 20  | 9   | 17  | DNF | 9   | 19* | 164    | 2.   |
| 2023 | ART Grand Prix | Mecachrome | BHR | BHR | KSA | KSA | AUS | AUS | ASE | ASE | ITA | ITA | MON | MON | ESP | ESP | AUT | AUT | GBR | GBR | HUN | HUN | BEL | BEL | NLD | NLD | ITA | ITA | UAE | UAE | 203    | 1.   |
| 2023 | ART Grand Prix | Mecachrome | 5   | 1   | DNF | 13  | DNF | 2   | DNF | 3   | /   | /   | 8   | 2   | 7   | 2   | 14  | 7   | 2   | 3   | 4   | 6   | 2   | 2   | 19  | DNF | 4   | 3   | 7   | 5   | 203    | 1.   |

| Farbe                        | Bedeutung                               | Bedeutung |
| ---------------------------- | --------------------------------------- | --- |
| Gold                         | Sieger                                  | Sieger |
| Silber                       | 2. Platz                                | 2. Platz |
| Bronze                       | 3. Platz                                | 3. Platz |
| Grün                         | Platzierung in den Punkten              | Platzierung in den Punkten |
| Blau                         | Klassifiziert außerhalb der Punkteränge | Klassifiziert außerhalb der Punkteränge                                                                                         |
| Violett                      | Rennen nicht beendet (DNF)              | Rennen nicht beendet (DNF) |
| Violett                      | nicht klassifiziert (NC)                | |
| Rot                          | nicht qualifiziert (DNQ)                | nicht qualifiziert (DNQ) |
| Schwarz                      | disqualifiziert (DSQ)                   | disqualifiziert (DSQ) |
| Weiß                         | nicht am Start (DNS)                    | nicht am Start (DNS) |
| Weiß                         | zurückgezogen (WD)                      | |
| Weiß                         | Rennen abgesagt (C)                     | |
| Blanko                       | nicht teilgenommen                      | nicht teilgenommen |
| Blanko                       | verletzt oder krank (INJ)               | |
| Blanko                       | ausgeschlossen (EX)                     | |
| sonstige Formate und Zeichen | P/fett                                  | Pole-Position |
| sonstige Formate und Zeichen | kursiv                                  | Schnellste Rennrunde (in der GP2-Serie/FIA-Formel-2-Meisterschaft ab 2008 für die schnellste Rennrunde der besten zehn Piloten) |
| sonstige Formate und Zeichen | *                                       | nicht im Ziel, aufgrund der zurückgelegten Distanz aber gewertet                                                                |
| sonstige Formate und Zeichen | unterstrichen                           | Führender in der Gesamtwertung                                                                                                  |

### Le-Mans-Ergebnisse
| Jahr | Team               | Fahrzeug | Teamkollege   | Teamkollege    | Platzierung | Ausfallgrund |
| ---- | ------------------ | -------- | ------------- | -------------- | ----------- | ------------ |
| 2025 | Algarve Pro Racing | Oreca 07 | Lorenzo Fluxá | Mathias Kaiser | Rang 25     |              |

### Einzelergebnisse in der FIA-Langstrecken-Weltmeisterschaft
| Saison | Team               | Rennwagen | 1   | 2   | 3   | 4   | 5   | 6   | 7   | 8   |
| ------ | ------------------ | --------- | --- | --- | --- | --- | --- | --- | --- | --- |
| 2025   | Algarve Pro Racing | Oreca 07  | KAT | IMO | SPA | LEM | SAO | AUS | FUJ | BAH |
| 2025   | Algarve Pro Racing | Oreca 07  | 25  |     |     |     |     |     |     |     |